# قلعه براتیسلاوا
قلعه براتیسلاوا (اسلواکی: Bratislavský hrad) قلعه اصلی براتیسلاوا پایتخت اسلواکی است. این قلعه مسطیلی‌شکل در نزدیکی رود دانوب در مرکز شهر قرار دارد.